# Wohlenhausen (Bockenem)
Wohlenhausen ist ein Ortsteil der Stadt Bockenem in Niedersachsen. Das Dorf hatte am 1. Oktober 2011 87 Einwohner. Es liegt 5,5 km entfernt südwestlich von Bockenem, 3,5 km nordwestlich von Rhüden und drei Kilometer entfernt von der östlich verlaufenden A 7.

## Geschichte
Am 1. März 1974 wurde Wohlenhausen in die Stadt Bockenem eingegliedert.

## Politik
Aufgrund seiner geringen Einwohnerzahl wird Wohlenhausen nicht von einem Ortsrat, sondern von einer Ortsvorsteherin vertreten. Aktuell ist Ingrid Weeske in dieser Funktion.